# Vit bolmört

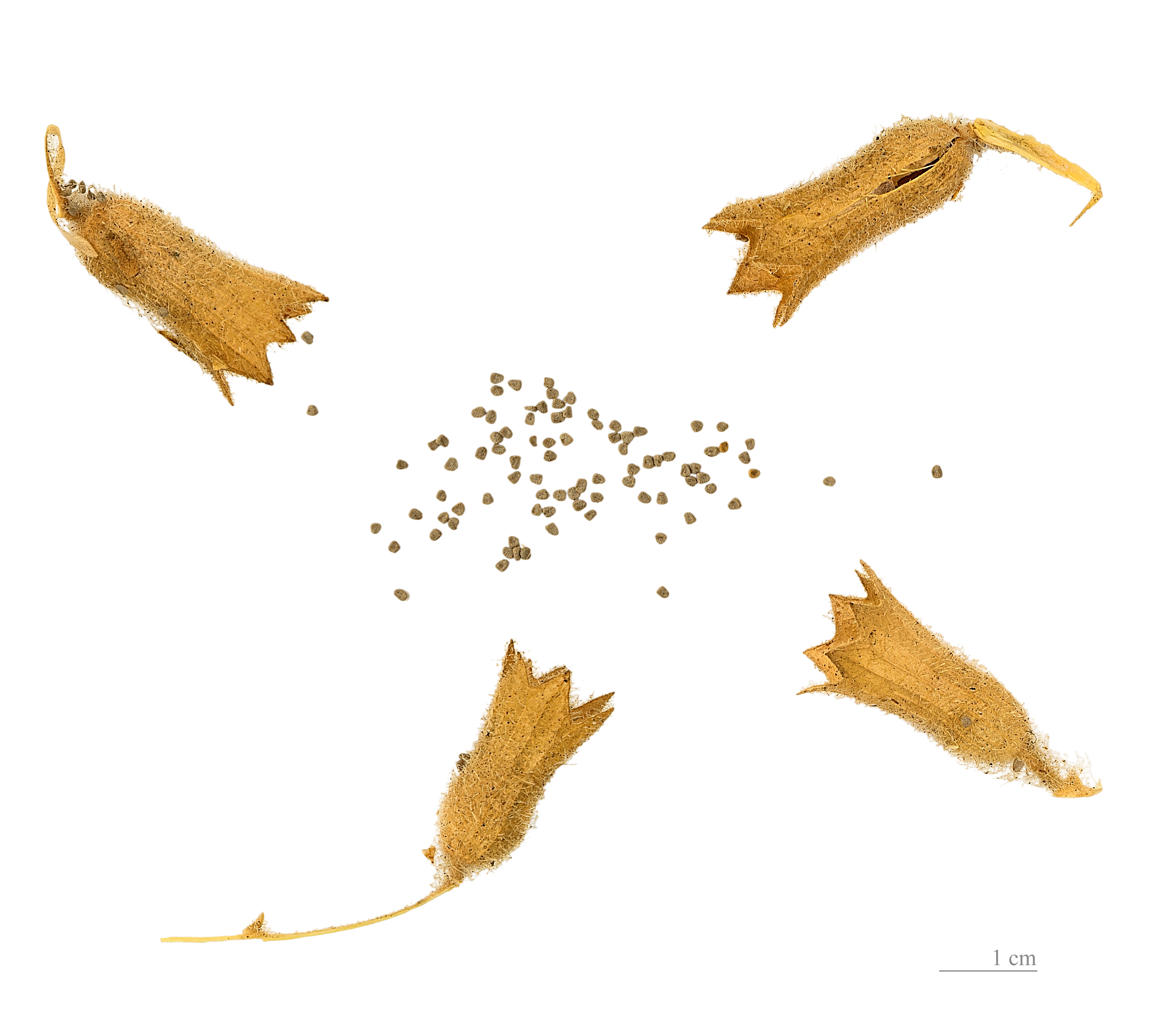
Hyoscyamus albus

Vit bolmört (Hyoscyamus albus) är en art i familjen potatisväxter och förekommer naturligt från östra och södra Europa till Azorerna, Madeira, Kanarieöarna, Medelhavsområdet, Arabiska halvön och Irak.
Hela växten är mycket giftig.